# ال پاسئو
ال پاسئو به معنی مسافرت (به اسپانیایی: El Paseo) نام یک فیلم کمدی کلمبیایی در سال ۲۰۱۰ بود که توسط هارولد ترومپترو کارگردانی و توسط کمپانی داگو گارسیا تهیه‌کنندگی شد. این فیلم رسماً در ۲۵ دسامبر ۲۰۱۰ در کشور کلمبیا اکران شد.
ال پاسئو در کلمبیا به فروش خوبی در گیشه‌ها دست یافت. قسمت‌های دوم، سوم و چهارم این فیلم، به عنوان دنباله در سال‌های ۲۰۱۲، ۲۰۱۳ و ۲۰۱۶ میلادی ساخته شدند. قسمت نخست در میان این چهار قسمت بیشترین فروش را داشت و موفق به ثبت رکورد ۱٬۵۰۱٬۸۰۶ دلار گشت. این بیشترین فروش یک فیلم کمدی در تاریخ سینمای کلمبیا بوده‌است.

## داستان
این فیلم در مورد یک خانواده در تعطیلات است.
پس از ۱۱ سال کار پیوسته، الکس پیینادو تصمیم به صرف وقتش برای گذراندن تعطیلات خوبی با خانواده اش می‌کند. او در سفر جاده ای به سمت کارتاگنا، همراه همسرش، مادرش، دو فرزند نوجوان و سگش، قیصر، است. اما سفر تنها انگیزه او نیست، چرا که الکس برنامه ای را پنهانی دنبال می‌کند که نیاز به رسیدن به مقصد دارد. در راه سفر جاده ای ماجراجویی‌هایی باور نکردنی برای خانواده پیش می‌آید.

## بازیگران
- آنتونیو ساننت به عنوان الکس پیینادو
- کارولینا گومز به عنوان هورتنسیا د پیینادو
- ماریا مارگارتا جیلاردو به عنوان کرملیتا
- آدلایدا لوپز به عنوان میلنا پیینادو
- میگوئل کانال به عنوان اکتاویا پیینادو
- جک ویالدوبس به عنوان قیصر
- لوئیس فرناندو مویرا به عنوان دکتر بنیتز
- آلوارو رودریگز به عنوان پلیس گمرک
- کارلوس سرراتو به عنوان سبزا راپادا چییف
- کارو ما